# Октябрь (Аксубаевский район)
 Октябрь  — деревня в Аксубаевском районе Татарстана. Входит в состав Трудолюбовского сельского поселения.

## География
Находится в южной части Татарстана на расстоянии приблизительно 17 км на юго-запад по прямой от районного центра поселка Аксубаево.

## История
Основана в 1920-х годах переселенцами из села Русская Караса. До 1991 года работали колхозы «Октябрь», «Трудолюбово», позднее КП «Октябрь».

## Население
Постоянных жителей было: в 1938 году — 205, 1949—203, 1958—162, 1970—164, 1979—104, 1989 — 78, в 2002 году 55 (чуваши 95 %), в 2010 году 53.